# فرودگاه منطقه‌ای هارنیت
فرودگاه منطقه‌ای هارنیت (به انگلیسی: Harnett Regional Jetport) یک فرودگاه همگانی بهره‌برداری هوایی است که یک باند فرود آسفالت دارد و طول باند آن ۱۵۲۴ متر است. این فرودگاه در کشور ایالات متحده آمریکا قرار دارد و در ارتفاع ۶۲ متری از سطح دریا واقع شده است.